# Армянск
Армя́нск (ранее Армя́нский База́р; укр. Армянськ, арм. Արմյանսկ, крымскотат. Ermeni Bazar, Эрмени Базар) — город на севере Крыма. Расположен на Перекопском перешейке, соединяющем Крымский полуостров с континентом. Административный центр городского округа Армянск (Армянского горсовета), который помимо собственно Армянска включает также 3 села: Волошино, Перекоп и Суворово.

## Климат
Климат умеренно тёплый, по классификации климатов Кёппена Cfa c относительно жарким и сухим летом и умеренно мягкой зимой. Средняя температура января — 1,3 °C, июля + 22,6 °C. Уровень осадков — 407 мм в год.
| Показатель                    | Янв. | Фев. | Март | Апр. | Май  | Июнь | Июль | Авг. | Сен. | Окт. | Нояб. | Дек. | Год  |
| ----------------------------- | ---- | ---- | ---- | ---- | ---- | ---- | ---- | ---- | ---- | ---- | ----- | ---- | ---- |
| Средний суточный максимум, °C | 2,0  | 2,9  | 7,1  | 15,3 | 21,4 | 26,1 | 28,8 | 28,5 | 23,1 | 15,9 | 9,2   | 4,8  |      |
| Средняя температура, °C       | −1,3 | −0,5 | 3,0  | 10,0 | 15,7 | 20,0 | 22,6 | 22,1 | 16,9 | 10,7 | 5,6   | 1,8  | 10,5 |
| Средний суточный минимум, °C  | −4,5 | −3,8 | −1,1 | 4,7  | 10,0 | 14,0 | 16,4 | 15,7 | 10,8 | 5,6  | 2,0   | −1,1 |      |
| Норма осадков, мм             | 32   | 29   | 25   | 28   | 37   | 44   | 44   | 32   | 36   | 28   | 34    | 38   | 407  |
| Источник:                     |      |      |      |      |      |      |      |      |      |      |       |      |      |

## История

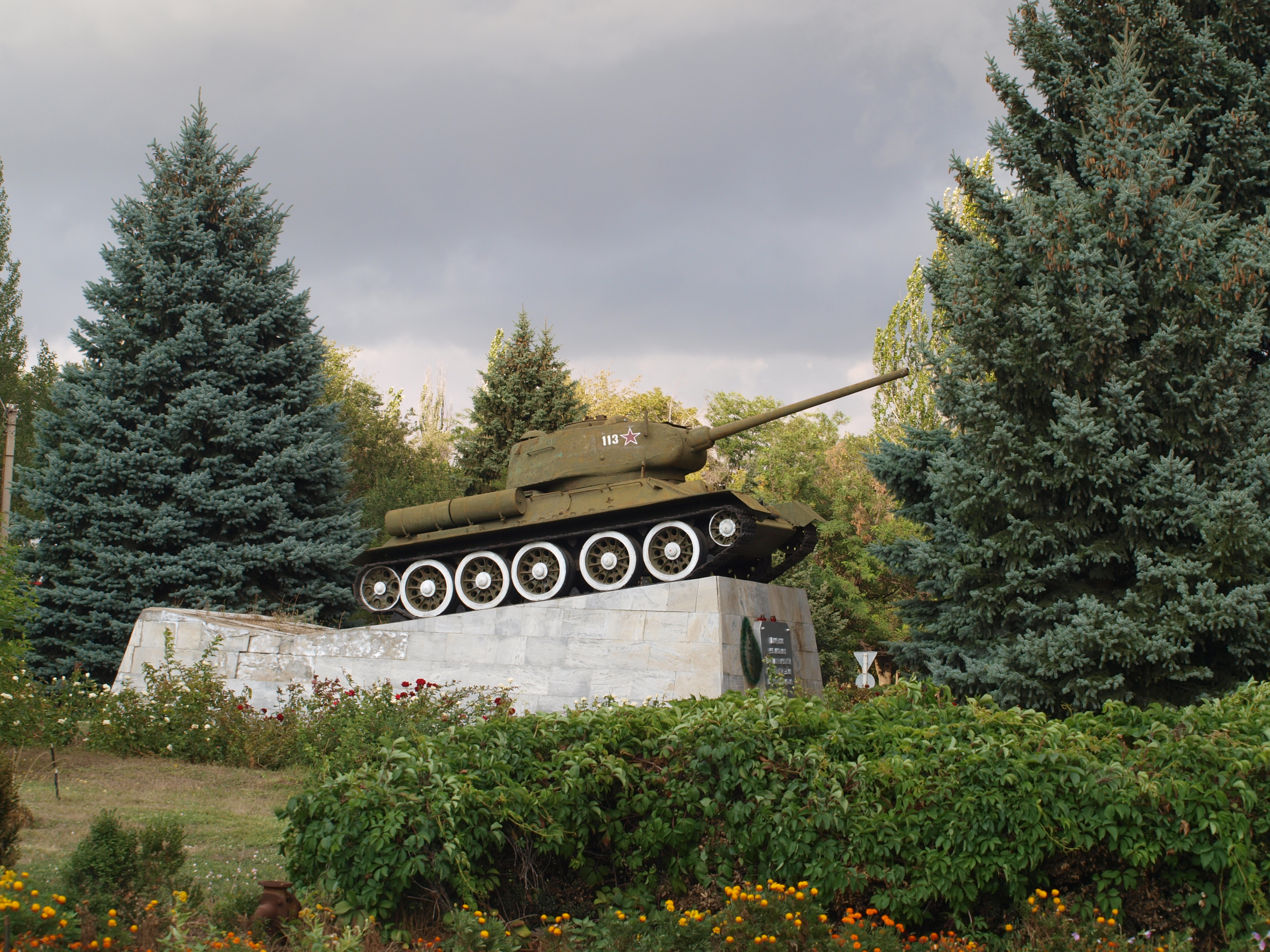
Т-34 в Армянске

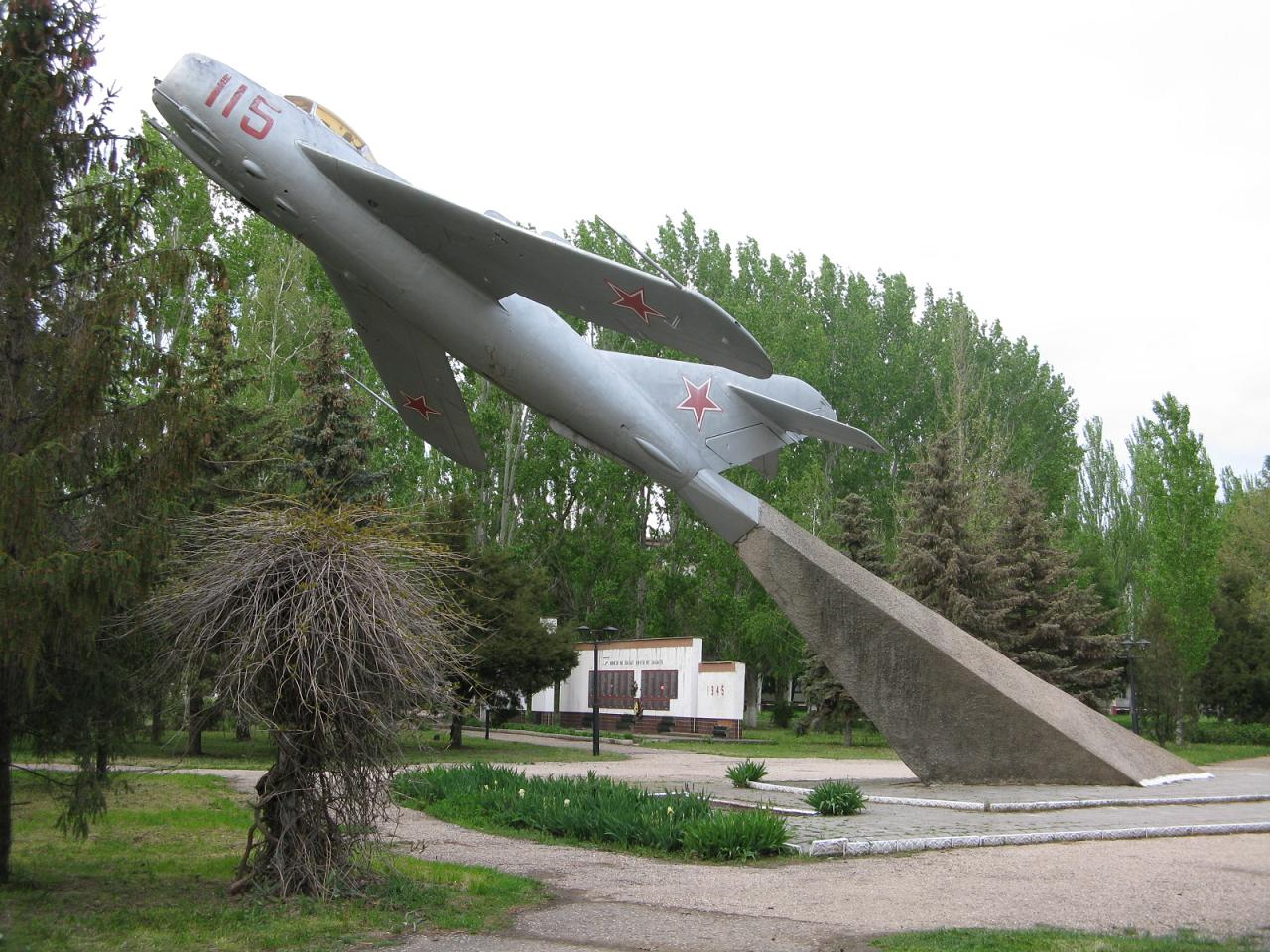
МиГ-17 в Армянске

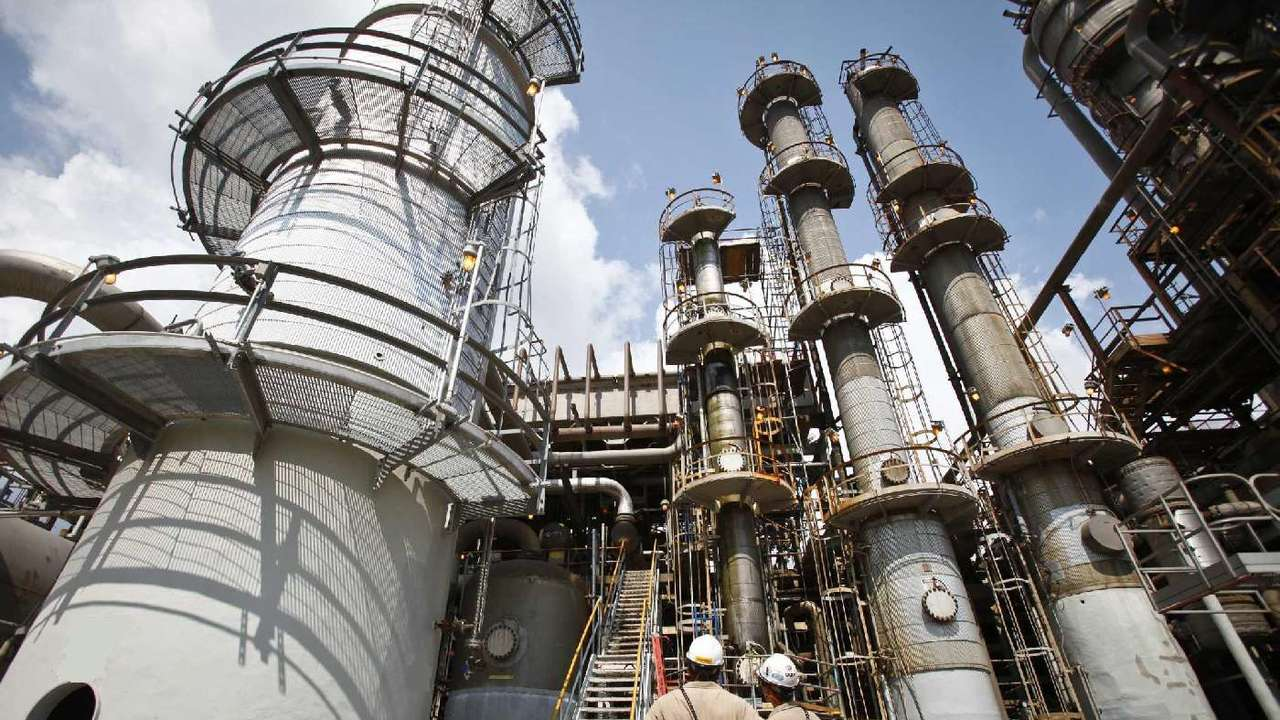
Завод Титан

Был основан в начале XVIII века крымскими армянами и греками, бежавшими из Османской империи и переселившимися из крепости Ор-Капу (Перекоп). Известен с 1730-х годов под названием Эрмени-Базар (с крымскотатарского — Армянский Базар). По состоянию на 1863 год в городе было две церкви: одна принадлежала армянской апостольской церкви, другая русской православной
В 1921 году переименован в Армянск. Статус города получил в составе независимой Украины в 1993 году.
В окрестностях Армянска, на границе с Херсонской областью, находится легендарный Перекопский вал. Вал тянется от Каркинитского залива до Сиваша на протяжении около семи километров. В старину его охраняло три крепости. Самой большой и наиболее укреплённой из них была Ор-Капу, её окружало несколько рвов; хорошо сохранился фрагмент стены крепости, которая находится у залива. Толщина стены составляет около двух метров, кладка идеально ровная. Глубина рва в некоторых местах достигает пятнадцати метров. В окрестностях Армянска находится много скифских курганов.
Осенью 2017 года в селе Перекоп поисковым отрядом «Память Перекопа» было обнаружено массовое захоронение солдат и офицеров 2-й армии Василия Долгорукова времён завоевания Крыма в ходе Русско-Турецкой войны 1768—1774 годов. Об этом сообщается на сайте Центрального музея Тавриды. Всего найдены останки 861 человека, погребенных в братских могилах.
В конце августа 2018 года на заводе «Крымский Титан» в Армянске произошла экологическая катастрофа с выбросом сернистого ангидрида, который вызывает «раздражение кожи, слизистых оболочек носа и глаз, а в худших случаях — отёк легких». Из города на две недели были эвакуированы дети школьного и дошкольного возраста. Причиной ЧП стало высыхание кислотонакопителей завода, не пополняемых дефицитной водой (из-за прекращения подачи воды в Северо-Крымский канал истощились водоносные горизонты). Способов решить проблему быстро нет: пресной воды в Крыму не хватает, а подача солёной воды Сиваша в кислотонакопители приведёт к химическим реакциям с непредсказуемыми последствиями.
Распоряжением Правительства РФ от 29 июля 2014 года № 1398-р «Об утверждении перечня моногородов» городской округ Армянск включён в категорию «Монопрофильные муниципальные образования Российской Федерации (моногорода), в которых имеются риски ухудшения социально-экономического положения».
15 сентября 2018 года, после очередного выброса концентрации вредных веществ в атмосферу, в Армянске был введён режим чрезвычайной ситуации, а глава администрации Армянска Василий Телиженко сообщил, что оперативный штаб ЧС решил продлить летние каникулы ещё на неделю.

## Население
| 1926    | 1939    | 1970    | 1979    | 1989    | 1992    | 1998    | 2001    | 2003    |
| ------- | ------- | ------- | ------- | ------- | ------- | ------- | ------- | ------- |
| 2670    | ↗3963   | ↗8532   | ↗20 650 | ↗24 833 | ↗26 200 | ↘25 300 | ↘23 869 | ↘23 541 |
| 2004    | 2005    | 2006    | 2007    | 2008    | 2009    | 2010    | 2011    | 2012    |
| ↘23 108 | ↘22 879 | ↗22 893 | ↗22 922 | ↘22 884 | ↘22 800 | ↘22 711 | ↘22 592 | ↘22 468 |
| 2013    | 2014    | 2015    | 2016    | 2017    | 2018    | 2019    | 2020    | 2021    |
| ↘22 337 | ↘21 987 | ↗22 011 | ↘21 981 | ↘21 956 | ↘21 754 | ↘21 552 | ↘21 406 | ↘20 692 |
| 2022    | 2023    | 2024    |         |         |         |         |         |         |
| ↗21 291 | ↘20 357 | ↘19 917 |         |         |         |         |         |         |

На 1 января 2025 года по численности населения город находился на 657-м месте из 1124 городов Российской Федерации.
Национальный состав города

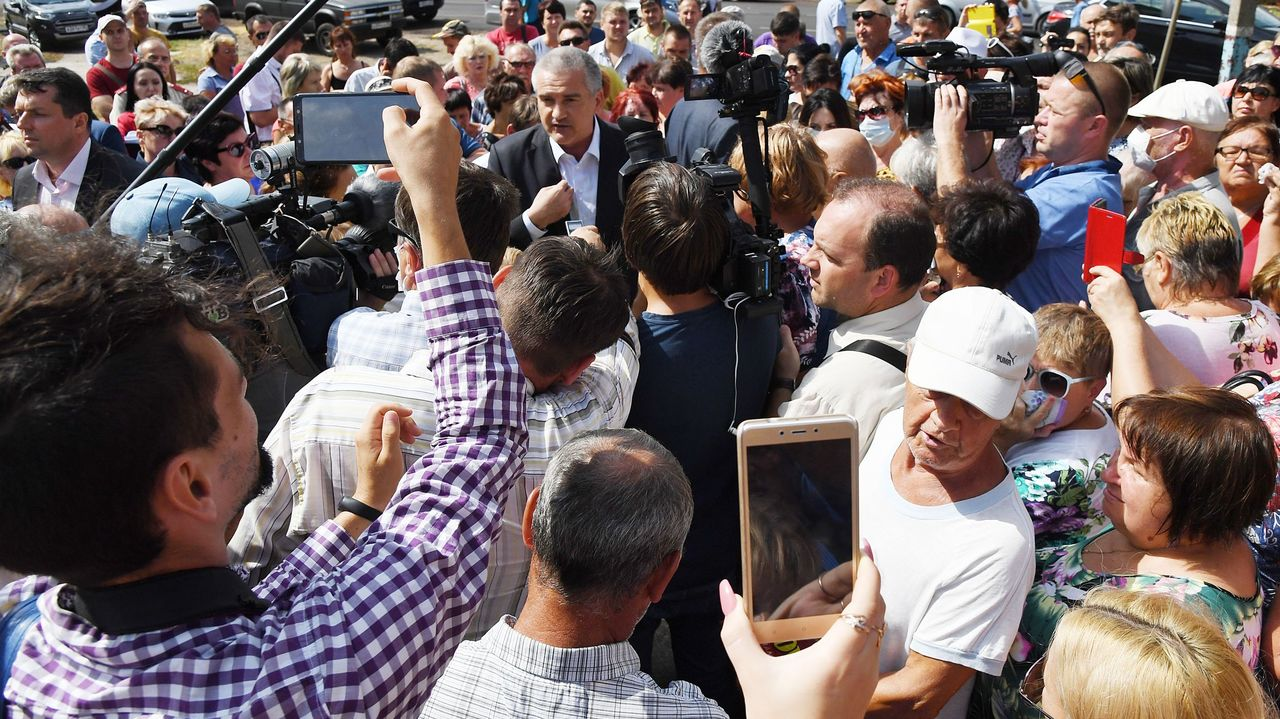
Жители Армянска общаются с Сергеем Аксёновым, 2018

По данным переписи населения 2014 года, национальный состав населения города выглядел следующим образом:
| национальность  | всего, чел. | % от все- го | % от указав- ших |
| --------------- | ----------- | ------------ | ---------------- |
| указали         | 20042       | 91,15 %      | 100,00 %         |
| русские         | 12727       | 57,88 %      | 63,50 %          |
| украинцы        | 5996        | 27,27 %      | 29,92 %          |
| татары          | 291         | 1,32 %       | 1,45 %           |
| крымские татары | 242         | 1,10 %       | 1,21 %           |
| белорусы        | 148         | 0,67 %       | 0,74 %           |
| азербайджанцы   | 110         | 0,50 %       | 0,55 %           |
| корейцы         | 89          | 0,40 %       | 0,44 %           |
| армяне          | 69          | 0,31 %       | 0,34 %           |
| молдаване       | 55          | 0,25 %       | 0,27 %           |
| турки           | 42          | 0,19 %       | 0,21 %           |
| другие          | 273         | 1,24 %       | 1,36 %           |
| не указали      | 1945        | 8,85 %       |                  |
| всего           | 21987       | 100,00 %     |                  |

1926 год — 2670 чел.: 1159 украинцев, 614 русских, 572 крымских татарина, 157 евреев, 22 немца, 14 армян, 6 греков.
Родные языки населения Армянска с подчинёнными горсовету населёнными пунктами
| Родной язык      | Численность | Доля, % |
| ---------------- | ----------- | ------- |
| Русский          | 19 795      | 80,59   |
| Украинский       | 4 093       | 16,70   |
| Крымскотатарский | 422         | 1,72    |
| Белорусский      | 42          | 0,17    |
| Армянский        | 32          | 0,13    |
| Молдавский       | 17          | 0,07    |
| Болгарский       | 10          | 0,04    |
| Цыганский        | 5           | 0,02    |

## Экономика

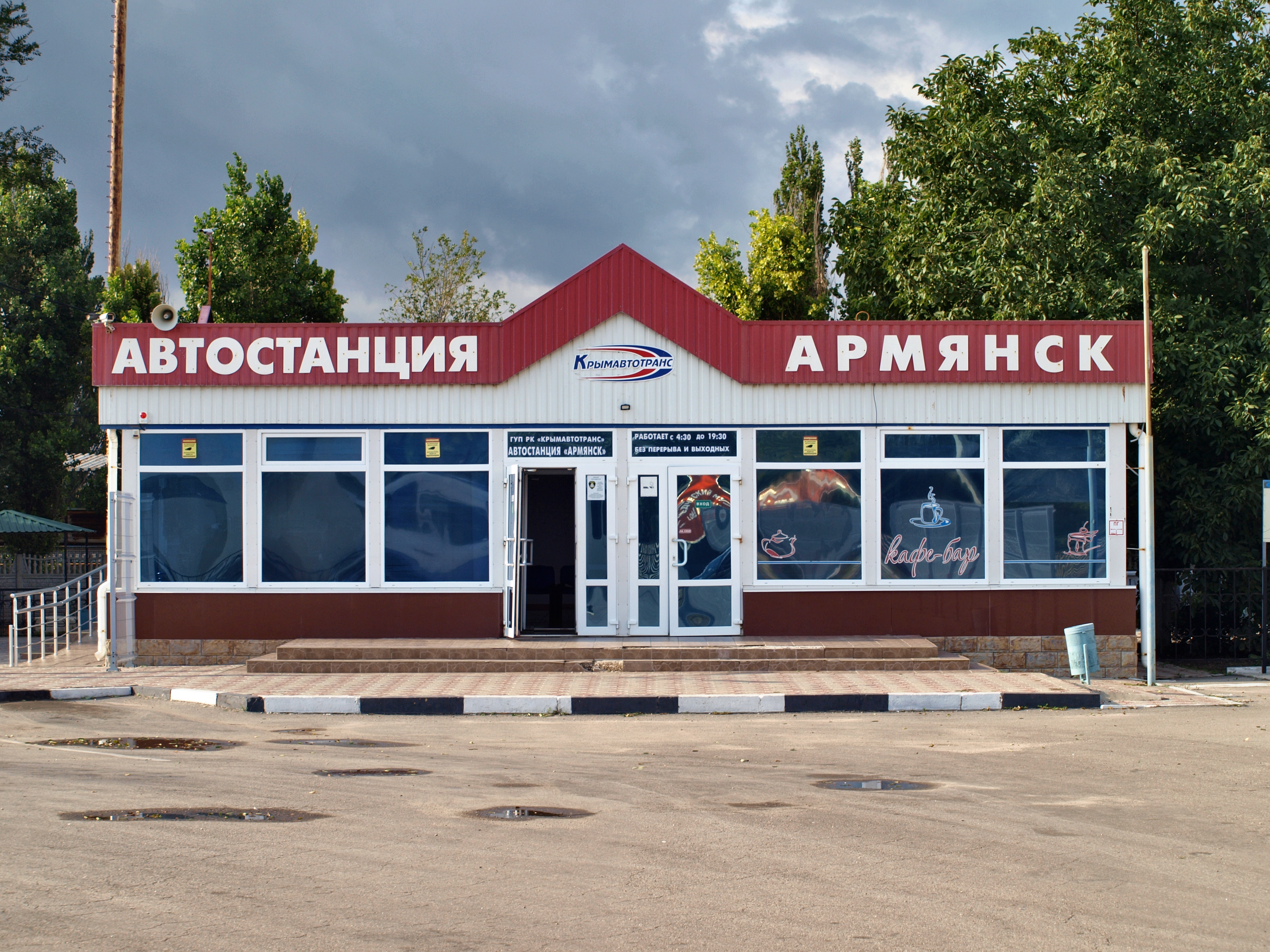
Автобусная станция

### Промышленность
Градообразующее предприятие — ЧАО «Крымский Титан», завод по производству диоксида титана — TiO2, серной кислоты, минеральных удобрений.

### Транспорт
Действуют железнодорожная станция и вокзал Армянск, автостанция (автовокзал) возле центрального рынка. Через город проходит автомобильная дорога «Симферополь — Херсон».

## СМИ

### Телевидение
- телерадиокомпания «Северный Крым»[38]

### Печать
- газета «Северная Таврида»[39]
- газета «Титан Медиа»[40]

## Религия

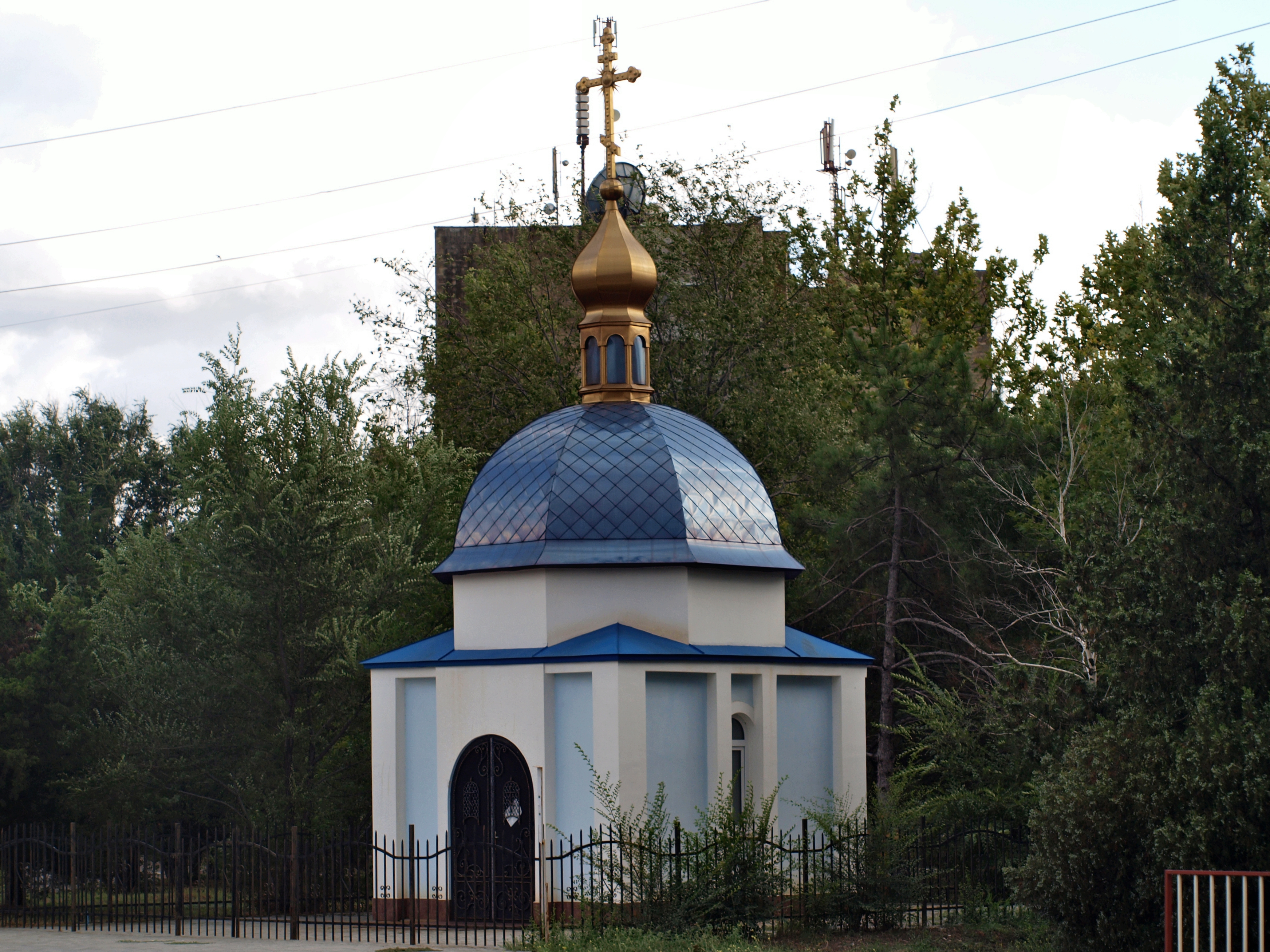
Часовня

- Местная религиозная организация церковь христиан веры евангельской «Новая жизнь» г. Армянск
- Местная религиозная организация мусульман «Ор-Джами» Духовного Управления Мусульман Республики Крым и города Севастополь
- Местная религиозная организация «Евангелическо-лютеранская община г. Армянск»
- Религиозная организация «Православный приход храма Святителя Николая Мирликийского г. Армянск Республики Крым Джанкойской Епархии»
- Религиозная организация «Православный приход во имя Святого Великомученика Георгия Победоносца г. Армянск Республики Крым Джанкойской Епархии»
- Местная религиозная организация «Церковь евангельских христиан-баптистов г. Армянск»

## Социальная сфера

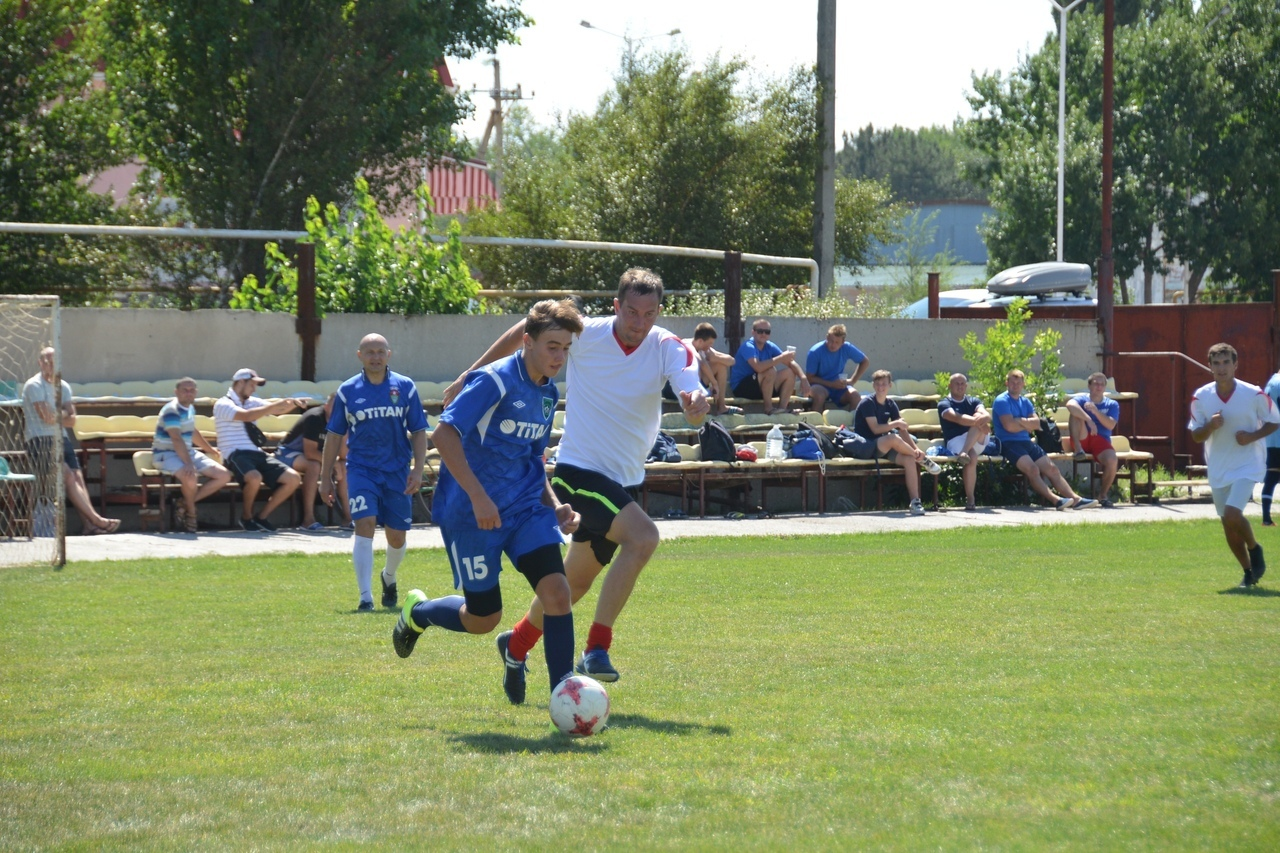
Стадион Химик

В городе есть четыре общеобразовательных школы (АОШ № 1, школа-лицей № 2, школа-гимназия № 3, АОШ № 4), ДЮСШ с плавательным бассейном, музыкальная школа, профессионально-техническое училище, филиал Крымского федерального университета имени В. И. Вернадского, филиал международного университета развития человека «Украина»; Центральная городская больница; Киноконцертный дворец «Титан», кинозал «МирКино», две библиотеки, исторический краеведческий музей; футбольный клуб «Титан», клуб бегунов «Тонус», Центр детского и юношеского творчества, Центр культуры и досуга.

## Известные жители города Армянск

### Исторические личности
- Казас Илья Ильич (1832—1912) — просветитель, педагог и поэт.
- Магдесян Эммануил Яковлевич (1857—1908) — художник-маринист.

### Современники
- Бездольный Игорь Юрьевич (род. 1977) — футболист.
- Визёнок Константин Петрович (род. 1976) — футболист.

### Почётные граждане
- Быстров Пётр Тимофеевич (1907—1978) — первый директор Крымского завода пигментной двуокиси титана им.50-летия СССР.
- Дмитриев Евгений Иванович (род. 1947—2021) — председатель правления ГАК «Титан» с 1999 по 2004 годы и ЗАО «Крымский ТИТАН» — с 2004 по 2007 годы.
- Казарцев Александр Игнатьевич (1901—1985) — генерал-майор, командир 126-й стрелковой дивизии, участник освобождения Армянска в апреле 1944 года, Герой Советского Союза.
- Кирилин Александр Алексеевич (1924—1998) — полный кавалер Ордена Славы, участник освобождения Армянска в апреле 1944 года.
- Корявко Иван Порфирьевич (1906—1980) — генерал-майор, участник освобождения Армянска в апреле 1944 года, Герой Советского Союза.